# Ллойд, Чарльз
Чарльз Брайан Марри Ллойд (англ. Charles Brian Murray Lloyd; 11 марта 1927, Ричмонд, Большой Лондон — 19 июля 1995, Суррей, Юго-Восточная Англия) — британский гребец, выступавший за сборную Великобритании по академической гребле в конце 1940-х — начале 1950-х годов. Серебряный призёр летних Олимпийских игр в Лондоне, участник Олимпийских игр в Хельсинки, бронзовый призёр чемпионата Европы, трёхкратный победитель регаты «Оксфорд — Кембридж».

## Биография
Чарльз Ллойд родился 11 марта 1927 года в Ричмонде, Лондон.
Занимался академической греблей во время учёбы в Колледже Святого Иоанна при Кембриджском университете, состоял в местной гребной команде, неоднократно принимал участие в различных студенческих регатах.
Наивысшего успеха в своей спортивной карьере добился в сезоне 1948 года, когда вошёл в основной состав британской национальной сборной и благодаря череде удачных выступлений удостоился права защищать честь страны на домашних летних Олимпийских играх в Лондоне. В составе экипажа-восьмёрки, куда также вошли гребцы Кристофер Бартон, Майкл Лапейдж, Гай Ричардсон, Пол Берчер, Пол Мэсси, Джон Мейрик, Альфред Меллоус и рулевой Джек Дирлов, благополучно преодолел предварительный квалификационный этап, взяв верх над командами Норвегии и Дании, затем на стадии полуфиналов прошёл команду Канады. Британские гребцы считались здесь единственными достойными соперниками для главных фаворитов соревнований американцев, представителей Калифорнийского университета в Беркли, однако в решающем финальном заезде конкурентной борьбы не получилось — британцы отстали более чем на десять секунд и вынуждены были довольствоваться серебряными олимпийскими медалями.
После лондонской Олимпиады Ллойд продолжил спортивную карьеру, в частности в 1949, 1950 и 1951 годах с кембриджской командой трижды подряд выигрывал традиционную регату «Оксфорд — Кембридж». Побеждал в отдельных дисциплинах Королевской регаты Хенли, в 1950 году в восьмёрках завоевал бронзовую медаль на чемпионате Европы в Милане.
В 1952 году в восьмёрках представлял Великобританию на Олимпийских играх в Хельсинки, однако на сей раз попасть в число призёров не смог — в финале финишировал четвёртым.
Впоследствии работал судовым брокером.
Умер в результате длительной болезни 19 июля 1995 года в графстве Суррей в возрасте 68 лет.